# Водолюбові

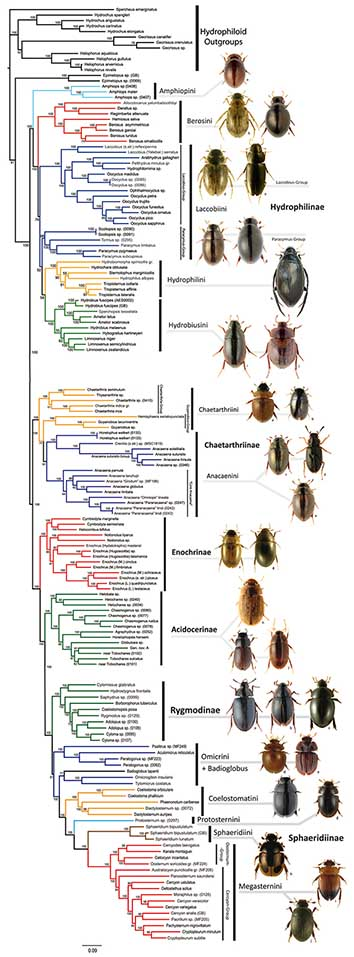
Філогенетична схема водолюбових (Short & Fikáček, 2013)

Надродина водолюбові (Hydrophiloidea Latreille, 1802) об'єднує шість родин водних і наземних твердокрилих зі всесвітнім розповсюдженням. Переважна більшість водолюбових заселяє прісні та солонуваті водойми. Наземні форми водолюбових обирають не сухі, а вологі місця (береги водойм, прибережні наноси, гній). У світовій фауні — 6 родин (див. нижче розділ "Систематика"), до яких, за неоновленими даними останнього перегляду, належать біля 3335 описаних видів зі 176 родів. В Палеарктиці — 63 роди з 1042 видами, в Європі — 31 рід, що об'єднує 302 види. В Україні — 5 родин (відсутня родина Epimetopidae), що охоплюють 120 видів із 22 родів.
Вивченню водолюбових України присвятили свої публікації Ф. А. Зайцев (народився й навчався в Києві, працював у Петербурзі та в Тбілісі), О. Г. Шатровський (Харків), О. Ю. Мателешко (Ужгород) та С. К. Риндевич (Білорусь: Барановичі).
Провідними фахівцями з вивчення водолюбових на світовому рівні на цей момент є Роберт Ангус (R. B. Angus), Манфред Йех (M. A. Jäch), Андре Шорт (A. Short), Мартін Фікачек (M. Fikáček), Мігель Архангельські (M. Archangelsky) та інші.

## Морфологія імаго[4]
Для водолюбових характерна значна розбіжність у зовнішній будові. Найменший з їх представників (Aculomicrus minimus Smetana, 1975 — із Південної Америки) не перевищує 0,9 мм, в той час, як найбільший (Hydrophilus piceus Linnaeus, 1758) сягає п'яти сантиметрів. Форма і розміри тіла вкрай різноманітні. Покриви тверді й склеротизовані. Тіло не може згортатися. Зазвичай поверхня не покрита волосками (за винятком, наприклад, роду Cryptopleurum). 
Голова
Голова прогнатична, спрямована вперед (у таких як Berosus — гіпогнатична, спрямована донизу). Верхня губа поперечна (завширшки більша ніж завдовжки). Наличник великий, може мати щетинконосні пори на боках. Простих вічок на лобі немає. Епікраніальний шов складається зі стволу та двох гілок, що розходяться наперед у формі літери “V”. Фасеткові очі зазвичай добре розвинені. Верхні щелепи (мандибули) зазвичай не виступають з-за верхньої губи. Нижні щелепи (максили) з розвиненими жувальними лопатями. Щелепні щупики 4-членикові, подовжені, зазвичай довші за вусики, виконують сенсорні функції замість них. Губні щупики 3-членикові, короткі. Вусики 7-, 8- або 9-членикові, булавоподібні. Булава складається з трьох опушених члеників, перед якими після стебла є неопушена чашечка. Сенсорні функції, притаманні для вусиків решти комах, вусиками втрачено. За допомогою гідрофобних волосків на булаві вони транспортують атмосферне повітря через нижню поверхню тіла в порожнину під надкрилами. Тому водолюбові, на відміну від плавунців, при диханні виставляють із води не задній кінець черевця, а голову, і швидко обертають вусиками.
Грудний відділ
Передньоспинка має різні форми, ширше власної довжини, несе поперечний додатковий гребінь під заднім краєм — для запобігання зайвого повороту передньогрудей. На передньогрудях по середніх лінії часто є розвинений відросток.
Щиток видний зверху (окрім Georissidae), трикутний. Середньогруди часто несуть серединний відросток.
Задньогруди зазвичай мають підняту середню частину, можуть нести стегнові лінії, що розходяться вперед.
Надкрила завжди розвинені, не скорочені та не усічені, часто несуть поздовжні ряди точок або борозенок. З нижньої сторони видно епіплевральну (крайню) та псевдоепіплевральну (далі від краю) частини. Крила зазвичай розвинені. Жилкування крил — близькі до кантароїдного типу.
Черевний відділ
Перші два склерити черевця неповні, складаються лише з тергитів. Стернити (вентрити) зазвичай частково або повністю вкриті гідрофобними волосками — що сприяє транспортуванню атмосферного повітря в порожнину під надкрілами. Видними є у більшості випадків 4 або 5 вентритів. У Laccobius і деяких Berosus п'ятий стернит скорочений і залишає вершину шостого видимою.
Придатки
Стегна сплощені, часто опушені в базальній частині. Гомілки різні за формою, завжди з рядами шипів, часто середні та задні (у видів, невеликих за розміром) мають плавальні тонкі волоски. На відміну від плавунців водолюбові плавають, рухаючи не тільки задніми, але й середніми ногами, і роблять це не синхронно, а поперемінно.
Лапки 5-членикові (винятково — 4-членикові: у Georissidae — всі. у Cymbiodyta — середні і задні, у самців Berosus — передні). По зовнішній поверхні лапок можуть бути розташовані плавальні щетинки.
Статеві органи самців складаються з пеніса та зрощених симетричних парамер. Геніталії самиць мають дрібні сперматеки і видозміні численні склерити.

## Живлення
Імаго водних водолюбових — фітофаги або детритофаги (живляться живою або мертвою рослинною їжею). Імаго наземних живляться органічними останками (детрит, гній тощо). Рідше вони їдять частини живих наземних рослин (деякі види Helophorus із підроду Empleurus). Личинки водолюбових — хижі, полюють на дрібніших безхребетних.

## Преімагінальні стадії розвитку[5]
Яйце
Самиці водних форм Hydrophiloidea зазвичай відкладають яйця у водоймах або поблизу них, в прибережній зоні яйця відкладаються у вологий ґрунт. Наземні форми відкладають яйця в субстрат в якому існують. Більшість водолюбових будують шовкові яйцекладки, як правило, на якомусь субстраті (пісок, каміння, водні рослини, ґрунт, гній тощо). У кількох родів самки несуть кладку під черевцем (Spercheus, Helochares). У деяких гідрофільних родів кокони вільно плавають на поверхні води (Hydrophilus).
Личинки

Личинки водолюбових: A — Helophoridae (Helophorus), B — Hydrophilidae, Sphaeridiinae (Dactylosternum), C — Hydrophilinae (Hydrophilus), D — Hydrophilidae, Hydrophilinae (Berosus) (Archangelsky, 2004)

Загалом розвиток личинок у водолюбових відбувається досить швидко (у більшості видів — від 1 до 2 місяців). Час розвитку пов'язаний з типом середовища проживання кожного виду; Sphaeridiinae, такі як Cercyon, чиї личинки розвиваються в тимчасових середовищах існування (гній або тканини рослин/тварин, що гниють), мають час розвитку від яйця до лялечки 10 днів або менше. З іншого боку, Hydrophilinae зазвичай живуть у більш стабільних водних середовищах існування; це відображається в більш тривалих періодах розвитку від яйця до лялечки, зазвичай більше ніж місяць.
Для личинок Hydrophiloidea характерна сплощена форма тіла і чітке розділення грудей і черевця. На відміну від Dytiscidae, у личинок водолюбових канал для слини являє собою відкритий жолоб на мандибулах, який може бути оточений щетинками. Тому вони не здатні перетравлювати їжу під водою і вимушені виставляти голову з води, вигинаючи її назад.
В розвитку личинки проходять зазвичай три стадії (віки). По завершенні кожної вони скидають покриви и після короткочасного росту на них твердіють нові. Остання стадія зазвичай заривається в ґрунт і перетворюється на лялечку.
Лялечки

Лялечки водолюбових родини Hydrophilidae (знизу): A — Sperchopsis, B — Hydramara, C — Enochrus (Archangelsky, 2004)

Лялечки водолюбових (зверху): A — Helophoridae (Helophorus), B — Hydrophilidae, Sphaeridiinae (Cercyon), C — Hydrophilidae, Sphaeridiinae (Phaenonotum), D — Hydrophilidae, Hydrophilinae (Berosus), E — Hydrophilidae, Sphaeridiinae (Dactylosternum), F — Hydrophilidae, Hydrophilinae (Enochrus) (Archangelsky, 2004)

Лялечки  у водолюбових позбуті додаткових покривів, коконів тощо.

## Екологія[6]
Більшість представників надродини (до 70% ) є водними, і згідно з класифікацією екологічних груп належать до групи Справжніх водних жуків. Родина Georissidae та підродина Sphaeridiinae з родини Hydrophilinae є наземними. Georissidae представлені прибережними формами, які зустрічаються і серед Sphaeridiinae. Але серед останніх переважна більшість — копрофіли або детритофіли.
Водні форми, що мають збільшені розміри (деякі Helophoridae, Hydrophilinae, Hydrobiusinae, Acidocerinae та ін.) здатні активно пересуватися в товщі води. Дрібніші комахи (такі як Hydrochidae, Chetarthriinae) здатні «ходити» спинною стороною донизу по поверхневій плівці.

## Філогенія[3]
В межах когорти Staphyliniformia спорідненою групою для Hydrophyloidea є надродина Histeroidea. Еволюційні зв'язки між родинами і таксонами родини Hydrophilidae показані на схемі, отриманій на підставі молекулярних досліджень, підтверджених морфологічними критеріями.

## Систематика
В сучасній літературі існують два тлумачення надродини водолюбових:
1. «Широке» тлумачення, або Hydrophiloidea s. l. (sensu lato — в широкому сенсі, лат.). Окрім шести родин, які формують гідрофілоїдну лінію (Helophoridae, Epimetopidae, Georissidae, Hydrochidae, Spercheidae та Hydrophilidae), в надродину включають також гістероїдну лінію з трьома сучасними родинами: Synteliidae, Sphaeritidae, Histeridae — та вимерлою родиною Cretohisteridae. В такому сенсі надродина водолюбових охоплює близько 6600 описаних видів із 475 родів.
2. «Вузьке» тлумачення, або Hydrophiloidea s. str. (sensu stricto — у вузькому сенсі, лат.). При цьому надродина Hydrophiloidea охоплює тільки шість гідрофілоїдних родин, а гістероїдна лінія виділена в окрему надродину Histeroidea. В такому тлумаченні в складі водолюбових, згідно з останнім переглядом Всесвітнього каталогу, перебувало 3335 видів із 176 родів. Зараз кількість описаних видів значно збільшилася і безумовно наблизилась до 3500.
Контр-аргументи до широкого тлумачення надродини наведені в останній роботі визнаних авторів. «Поняття Hydrophilidae s. l. філогенетично збігається з класифікацією Хансена, але створює певні практичні труднощі: ранні гідрофілоїдні клади, що розходяться, поміщаються в той самий ранг, що й підродини Hydrophilinae, Sphaeridiinae, Horelophinae і Horelophopsinae, а морфологічне та екологічне різноманіття гідрофілоїдних жуків значною мірою недооцінюється в загальних роботах. коли ранні розгалужені гідрофілоїдні клади представлені як підпорядковані підродини».
Таким чином, концепція Hydrophiloidea s.str. є більш обґрунтованою і приймається тут.
Тривалий час надродина водолюбових мала статус родини водолюбів і охоплювала не тільки перелічені нижче родини (окрім Georissidae), але й Hydraenidae зі складу стафіліноїдних (Staphylinoidea).
Нині до надродини Hydrophyloidea входять наступні родини:
- Helophoridae (Гелофоріди)
- Epimetopidae (Епіметопіди)
- Hydrochidae (Гідрохіди)
- Spercheidae (Сперхейні)
- Georissidae (Мулоносці)
- Hydrophilidae (Водолюби)